# UVERworld Video Complete -act.1- first 5 years
『UVERworld Video Complete -act.1- first 5 years』（ウーバーワールド・ビデオ・コンプリート・アクト・ワン・ファースト・ファイブ・イヤーズ）は、UVERworldの1枚目のPVクリップ集。 2010年7月7日にgr8!recordsから発売された。

## 概要
2005年7月6日発売の1stシングル「D-tecnoLife」から、2010年3月31日発売の15thシングル「GOLD」まで、3枚のスタジオ・アルバムのリードトラック曲を含めた全19曲のPVクリップが収録された、UVERworld初のPVクリップ集である。
オリコンのDVDチャートではCD、DVDを通じて3度目の週間1位を記録した（DVDでは『PROGLUTION TOUR 2008』で記録して以来2度目、CDでは12thシングル『儚くも永久のカナシ』で週間1位を記録している）。
今作は、株式会社XINGが運用するカラオケ機種「JOYSOUND」のプロデュースによる、カラオケクリップ映像が3曲収録されている。収録されるカラオケクリップ映像は、ファン投票の結果、1位「GOLD」2位「Roots」3位「SHAMROCK」となり、同3曲がカラオケクリップ映像として収録された。また、隠しトラックがありミュージックビデオをオールプレイにして最後まで見た後、ミュージックビデオのチャプター4項目にUVERworldのマークが現れるようになっており、「GOLD」のメイキング映像を見ることができる。
キャッチコピーは、『映像でたどるUVERworldの1st DVD ALBUM』

## 収録内容
DVD
〔MUSIC VIDEO〕
- シングル曲からスタジオ・アルバムのリードトラック曲まで全19曲のPV映像。

1. D-tecnoLife
  - 作詞:TAKUYA∞　/　作曲:TAKUYA∞　/　編曲:UVERworld , 平出悟

1stシングル。テレビ東京系連続テレビアニメ『BLEACH』第2期OPテーマ。PS2用ゲームソフト『BLEACH〜 選ばれし魂〜』主題歌およびCMソング。GBA用ゲームソフト『BLEACH アドバンス 紅に染まる尸魂界』主題歌およびCMソング。
2. CHANCE!
  - 作詞:TAKUYA∞　/　作曲:TAKUYA∞　/　編曲:UVERworld , 平出悟

2ndシングル。PSP用ゲームソフト『BLEACH ヒート・ザ・ソウル2』主題歌およびCMソング。フジテレビ系連続テレビドラマ『ダンドリ娘』エンディングテーマ。
3. just Melody
  - 作詞:TAKUYA∞ , Alice ice　/　作曲:TAKUYA∞ , 彰　/　編曲:UVERworld , 平出悟

3rdシングル。
4. Colors of the Heart
  - 作詞:TAKUYA∞ , Alice ice　/　作曲:TAKUYA∞　/　編曲:UVERworld , 平出悟

4thシングル。毎日放送・TBS系連続テレビアニメ『BLOOD+』第3期OPテーマ。
5. SHAMROCK
  - 作詞:TAKUYA∞　/　作曲:TAKUYA∞　/　編曲:UVERworld , 平出悟

5thシングル。フジテレビ系連続テレビドラマ『ダンドリ。〜Dance☆Drill〜』主題歌。フジテレビ系連続テレビドラマ『ダンドリ娘』主題歌。音楽配信サービスサイト『music.jp』CMソング。
6. 君の好きなうた
  - 作詞:TAKUYA∞　/　作曲:TAKUYA∞　/　編曲:UVERworld , 平出悟

6thシングル。TBS系連続バラエティ番組『恋するハニカミ!』第17期テーマソング。
7. ゼロの答
  - 作詞:TAKUYA∞　/　作曲:彰　/　編曲:UVERworld , 平出悟

2ndスタジオ・アルバム『BUGRIGHT』のリードトラック曲。PS2用ゲームソフト『無双OROCHI』のCMソング。
8. endscape
  - 作詞:TAKUYA∞　/　作曲:UVERworld　/　編曲:UVERworld , 平出悟

7thシングル。毎日放送・TBS系連続テレビアニメ『地球へ…』第1期OPテーマ。
9. シャカビーチ〜Laka Laka La〜
  - 作詞:TAKUYA∞　/　作曲:UVERworld　/　編曲:UVERworld , 平出悟

8thシングル。
10. 浮世CROSSING
  - 作詞:TAKUYA∞　/　作曲:TAKUYA∞ , 彰　/　編曲:UVERworld , 平出悟

9thシングル。日本テレビ系連続テレビドラマ『働きマン』主題歌。
11. Roots
  - 作詞:TAKUYA∞　/　作曲:TAKUYA∞ , 彰　/　編曲:UVERworld , 平出悟

3rdスタジオ・アルバム『PROGLUTION』のリードトラック曲。
12. 激動
  - 作詞:TAKUYA∞　/　作曲:TAKUYA∞　/　編曲:UVERworld , 平出悟

両A面シングルの10thシングル「激動/Just break the limit!」の表題曲。テレビ東京系連続テレビアニメ『D.Gray-man』第4期OPテーマ。
13. Just break the limit!
  - 作詞:TAKUYA∞　/　作曲:TAKUYA∞ , 彰　/　編曲:UVERworld , 平出悟

両A面シングルの10thシングル「激動/Just break the limit!」の表題曲。大塚製薬のポカリスエット独占提供ミニドラマ『ブカツの天使』主題歌（中部・南東北エリアのみ）。なおPVは、limited editionである。
14. 恋いしくて
  - 作詞:TAKUYA∞　/　作曲:TAKUYA∞ , 克哉　/　編曲:UVERworld , 平出悟

11thシングル。
15. 儚くも永久のカナシ
  - 作詞:TAKUYA∞　/　作曲:TAKUYA∞ , 克哉　/　編曲:UVERworld , 平出悟

12thシングル。毎日放送・TBS系連続テレビアニメ『機動戦士ガンダム00(セカンドシーズン)』第1期OPテーマ。
16. 99/100騙しの哲
  - 作詞:TAKUYA∞　/　作曲:TAKUYA∞　/　編曲:UVERworld , 平出悟

4thスタジオ・アルバム『AwakEVE』のリードトラック曲。
17. GO-ON
  - 作詞:TAKUYA∞　/　作曲:TAKUYA∞ , 彰　/　編曲:UVERworld , 平出悟

13thシングル。日本テレビ系連続テレビドラマ『Dr.HOUSE (第1シーズン)』第2期EDテーマ。
18. 哀しみはきっと
  - 作詞:TAKUYA∞　/　作曲:TAKUYA∞ , 平出悟　/　編曲:UVERworld , 平出悟

14thシングル。TBS系連続テレビドラマ『小公女セイラ』主題歌。
19. GOLD (2D ver.)
  - 作詞:TAKUYA∞　/　作曲:TAKUYA∞ , 彰　/　編曲:UVERworld , 平出悟

15thシングル。

〔Special KARAOKE VIDEO〕
- JOYSOUNDプロデュースによるカラオケクリップ映像。

1. GOLD
2. Roots
3. SHAMROCK

〔TV SPOT GALLERY〕
- マキシシングル全15枚、スタジオ・アルバム全5枚、ベスト・アルバム1枚のCM映像。

1. D-tecnoLife
2. CHANCE!
3. just Melody
4. Colors of the Heart
5. SHAMROCK
6. 君の好きなうた
7. endscape
8. シャカビーチ〜Laka Laka La〜
9. 浮世CROSSING
10. 激動/Just break the limit!
11. 恋いしくて
12. 儚くも永久のカナシ
13. GO-ON
14. 哀しみはきっと
15. GOLD
16. Timeless
17. BUGRIGHT
18. PROGLUTION
19. AwakEVE
20. LAST
21. -Neo SOUND BEST-

## 初回生産限定盤
CD
- カラオケクリップ映像の3曲のインストバージョンが収録されている。

1. GOLD -instrumental-
2. Roots -instrumental-
3. SHAMROCK -instrumental-